# 혜화여자중학교
혜화여자중학교(惠花女子中學校)는 대한민국 부산광역시 동래구 명장동에 있는 사립 중학교이다.

## 학교 연혁
- 1954년 12월 6일 : 혜화여자중학교 유지재단 덕명학회 설립 인가
- 1955년 4월 5일 : 초대 정상구 교장 취임 및 개교
- 1956년 3월 3일 : 제1회 졸업식 거행 (128명)
- 1962년 11월 18일 : 재단법인 혜화학원으로 명칭 변경
- 1963년 12월 5일 : 학급증설 인가(주 30학급, 2부 21학급 계 51학급)
- 1964년 1월 25일 : 학교법인 혜화학원으로 명칭조직 변경 인가
- 1989년 2월 28일 : 부산진구 범일동 865번지에서 동래구 명장1동 산49-4번지로 이전
- 2017년 5월 6일 : 동래학춤 전수학교 지정
- 2019년 3월 4일 : 무한상상실 신설 및 운영 시작
- 2020년 3월 2일 : 창의공작실 신설
- 2023년 3월 1일 : 제16대 정미영 교장 취임
- 2025년 1월 3일 : 제70회 졸업식 거행 (총 졸업자수 30,531명)
- 2025년 3월 4일 : 1학년 3학급 입학 (전체 9학급)

## 참고 자료
- 혜화여자중학교 - 한국교육학술정보원 학교알리미